# 凍結治療
凍結治療（とうけつちりょう）は、生体の組織を凍結させると壊死する機序を利用した治療方法である。凍結療法（とうけつりょうほう、英: Cryotherapy）、凍結手術（とうけつしゅじゅつ、英:Cryosurgery）、凍結凝固（とうけつぎょうこ、英:Cryoablation）とも呼ばれる。尋常性疣贅（イボ）に対する凍結手術は標準的治療であり、健康保険を適用できる。
小径腎癌に対しては、腎癌診療ガイドライン2011年版では、「全身状態や合併症のため根治的な治療が困難な場合に推奨される」となっている（推奨グレードC1：エビデンスは十分とはいえないが、日常診療で行ってもよい)。2011年7月から健康保険が適用となった。
その他、網膜剥離に対する凝固術、心房細動の手術治療にも使用されている。

## 沿革
組織の凍結を治療に利用したのは、文献報告によると、19世紀中頃の英国のJames Arnottが世界初とされている。その後、液体窒素を寒材として利用することで冷却能力が向上され、寒材を灌流させるプローブ形状の凍結子も登場した。その結果、皮膚、前立腺、口腔、肛門部周囲等へ、適応対象が広がった。しかし、国内においては、他の治療方法が優れるようになり、皮膚疾患、心房細動、網膜剥離等の限られた疾患への使用が続けられていた。一方、欧米では、皮膚疾患だけでなく、超音波診断装置を併用し、肝癌に対して開腹下で穿刺して凍結する手術、前立腺癌に対して会陰部から経皮的に凍結子を穿刺して凍結する手術がなされるようになり、腎癌に対して腹腔鏡下または経皮的に穿刺して凍結する手術がなされるようになった。
日本では、1995年、京都府立医科大学泌尿器科内田らにより、腎癌に対して超音波ガイド下で経皮的に凍結子を穿刺して凍結した治療が報告されている。文献報告された世界初の腎癌に対する経皮的凍結手術であろう。
凍結された領域は、X線CTやMR画像診断装置によっても立体的に把握できる。大型画像診断機器が一般化し、それらを併用した経皮的な凍結治療が、海外で、腎・骨・肺の腫瘍を対象に実施されるようになった。ちなみに、MR画像診断装置により凍結域を明瞭に確認できることを発見したのは、文献によれば、浜松医科大学（当時）礒田が最初であろう。
2010年1月、小径腎癌を対象とした冷凍手術器が日本で薬事承認され、2011年7月から小径腎癌凍結治療に保険も適用されるようになった。

## 適応
皮膚疾患では、一般的に日本国内・欧米において尋常性疣贅（俗にイボ）などに用いられる。また心房細動の手術であるMaze手術において使用されている。
小径腎癌については次の節で解説する。
その他
国内では、施設によっては、以下の疾患に対して、試験的な診療、あるいは、保険外診療（自由診療）で治療が行われている。
骨腫瘍、肝癌、乳癌、肺癌、血管奇形、癌性疼痛、子宮筋腫。

## 小径腎癌
小径腎癌に対して、国内外において使用されている。日本で健康保険を適用できる（手術料 K773-4 腎腫瘍凝固・焼灼術、冷凍凝固によるもの）。
特徴
特徴は以下。
- 凍結された組織を画像診断装置で確認しながら治療ができる。
- 凍結中、痛みが少ない。
- 局所浸潤麻酔下で実施可能な低侵襲治療であり、入院期間が短い。
- 高齢や別の疾患を持つなど、手術困難な場合でも、凍結治療の可能性を検討できる。
- 腎機能を温存できる。
- 再発・残存した場合でも繰り返し治療できる。

欠点
- エビデンスが十分とは言えない[1]。

### 治療方法
国内の腎癌凍結療法では、画像診断装置（X線CT装置、MRI装置）を併用し、体内の様子を確認しながら凍結用ニードルを穿刺して腫瘍を凍結する、経皮的アプローチが採用されている。その方法は、以下の通り。
- X線CT装置またはMRI装置にて撮影し、凍結用ニードルを刺入する体表部を決定し、局所麻酔を施す。
- 画像を確認しながら凍結用ニードルを穿刺して腫瘍に配置する。
- 腫瘍寸法に応じた本数の凍結用ニードルを穿刺する。通常、2cm径以下では2本、3cm径以下では3本を腫瘍に配置する。
- 凍結（15分）‐自然解凍（5分）‐凍結（15分）を行う。凍結を行っている間は、腫瘍が凍結される一方で周囲の腸などは凍結されていないことを画像で確認する。腫瘍が凍結されると、凍結を止める（括弧内の時間は典型例）。
- 凍結用ニードルを抜き去り、出血の無いことを確認し、退室する。
- 術後はベッド上安静とし、翌日、出血等の無いことを確認し、問題が無ければ、退院となる。

## 機序

### 細胞
凍結による細胞傷害の機序は、以下のようにされている。温度を徐々に下げていくと、まず、細胞外にて氷が発生して成長する。すると、細胞外のイオンの濃度が上がり、浸透圧により細胞内の水が細胞膜を通して移動する。その結果、細胞内のイオン濃度が高くなり、また、細胞外の氷から機械的な力を受け、細胞は壊死する。しかし、すべての細胞が壊死には至らない。さらに温度を下げていくと、細胞内にて氷が形成される。細胞内の氷は、機械的に原形質構造を破壊し、すべての細胞を壊死させる。

### 組織
組織の凍結壊死については、以下のようにされている。極低温を発生する凍結子近傍においては、致死的な低温により細胞内に氷が形成され、機械的に破壊されて壊死に至る。一方、凍結域の辺縁においては、すべての細胞が直接的傷害を受けて壊死はしないであろうが、凍結域より数mm内側の細胞すべてが壊死する。それは、内皮細胞が傷害された毛細血管内に梗塞が生じ、間接的な虚血性壊死が生じることによると考えられている。

### in vivo試験
凍結後の短期的な組織変化については、以下のように報告されている。凍結直後、凍結域は出血性の領域として認められ、その辺縁部に生存可能な細胞を認めることができる。1～数日後には、凍結域周縁に数mm幅の炎症反応を伴う帯状の境界を認めるようになり、その外側は正常な細胞を、その内側は均一な壊死領域を示すようになる。帯状の境界域には、生きた細胞と壊死した細胞の混在を認める。診断画像上の凍結範囲と壊死範囲とは、ほぼ一致する。凍結／非凍結の境界に細径チューブ等を留置して凍結域と壊死範囲の差を測定した実験では、羊の肝臓については1～2mm、豚の肝臓においては平均0.8mm±0.8SDだけ完全壊死領域が凍結範囲の内側にあることを確認している。

### 凍結後の中長期変化
腎癌凍結治療後の長期的画像診断フォローアップの報告によれば、凍結壊死した組織は、約3～6か月かけて縮小し、瘢痕化または脂肪組織への置換とみなされる変化を認めるとある。